# Chat du Cheshire
Pour les articles homonymes, voir Cheshire.
Le chat du Cheshire ([ˈtʃɛʃə]) (en version originale : Cheshire Cat) est un chat tigré de fiction, qui apparaît dans le roman Les Aventures d'Alice au pays des merveilles de Lewis Carroll (1865). Son nom est un hommage de Lewis Carroll au comté de Cheshire dans lequel il est né. Il est parfois appelé chat de Chester, d'après le nom de la capitale du comté. Il est souvent représenté avec un grand sourire. 
L'expression est très antérieure au roman ; elle fut utilisée comme un élément de la comparaison anglaise grin like a Cheshire cat vers la fin du XVIIIe siècle[réf. nécessaire].

## Description

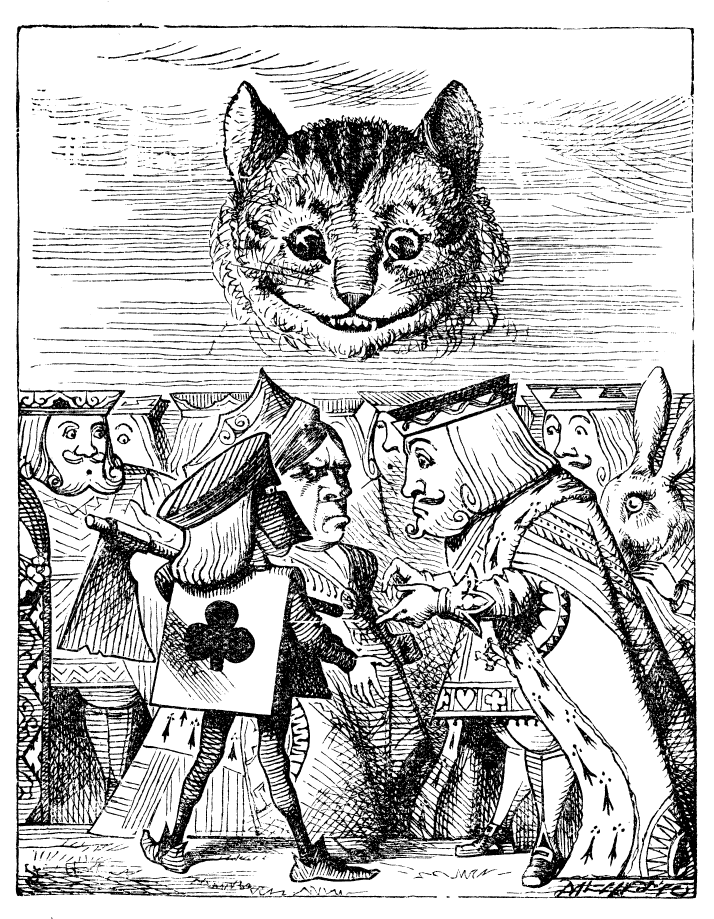
Le Chat du Cheshire par John Tenniel (1865).

Doué pour les conversations philosophiques, le chat use parfois d'une rhétorique débridée, voire surréaliste, qui trouble Alice. La folie du chat est toutefois plus apparente que réelle et il passe pour l'un des rares personnages pourvus de raison, mais adoptant une attitude nihiliste vis-à-vis de son environnement. Le chat du Cheshire semble être le reflet imaginaire de la chatte Dinah[réf. souhaitée] à qui Alice récite ses leçons avant de passer dans le Pays des merveilles.
Ce chat a la faculté d'apparaître et de disparaître selon sa volonté, suscitant l'amusement d'Alice. Ce don est inspiré de la tradition  du fromage de Cheshire (ou Chester), modelé selon la légende en forme de chat souriant et consommé à partir de la « queue » (talon), ne laissant petit à petit que le « visage ».
À un certain point de l'histoire, le chat disparaît complètement jusqu'à ce qu'il ne reste de lui que son sourire. Alice remarque alors qu'elle a « souvent vu un chat sans sourire mais jamais un sourire sans chat ». C'est cette disparition qui a rendu le chat célèbre auprès du public, ainsi que la chanson qu'il entonne en reprenant les paroles du Jabberwocky dans le long-métrage d'animation Alice au pays des merveilles de Walt Disney :
« ’Twas brillig, and the slithy toves
Did gyre and gimble in the wabe;
All mimsy were the borogoves,
And the mome raths outgrabe. »
« Fleurbageons, les rhododendroves
Gyraient et gygemblaient dans les vabes;
On frimait vers les pétunioves,
Et les momerathes engrabes. »

## Évocations artistiques et hommages

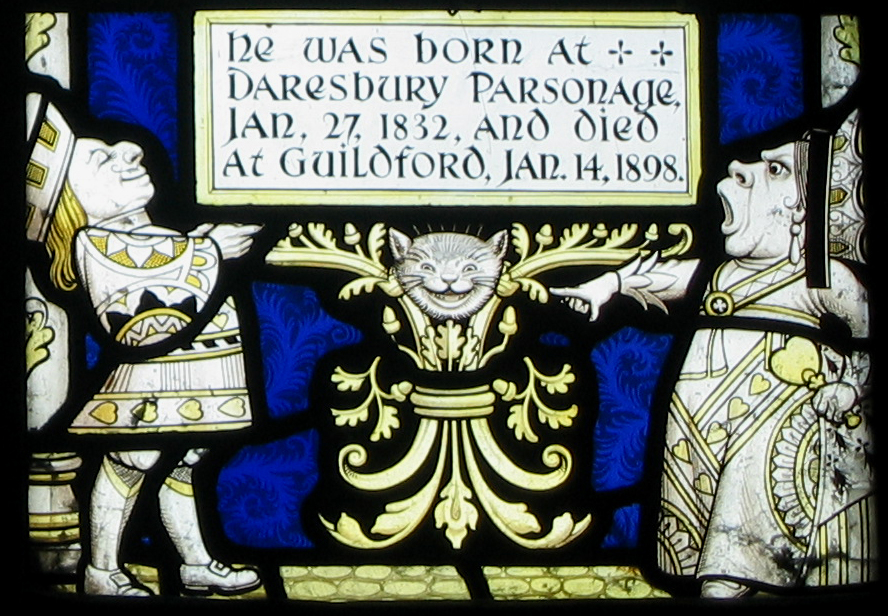
Le chat du Cheshire, représenté sur un vitrail de l'église de Daresbury en Angleterre.

### Vitrail
- L'église de Daresbury, village anglais où naquit Lewis Carroll, représente sur ses vitraux plusieurs personnages du roman Les Aventures d'Alice au pays des merveilles, notamment un vitrail présentant le minois du Chat de Cheshire.

### Littérature
- Dans Le Signe du Chaos (1987) de Roger Zelazny, un personnage (Luke) se retrouve, après avoir été drogué, projeté dans un univers digne d'Alice au Pays des Merveilles où apparaît et disparaît sans cesse ce fameux chat.
- Dans le roman Aliss (2000) de Patrick Senécal, le personnage « Chess » est inspiré du chat du Cheshire.
- Dans la série Thursday Next de Jasper Fforde, le Chat du Cheshire est employé de la Jurifiction, une force de police interne à la littérature qui veille sur tous les livres du monde.

### Cinéma
- Dans Alice au pays des merveilles (2010) de Tim Burton, le Chat du Cheshire est appelé « Chess » par le Loir et le Chapelier fou. Il sauve la vie de ce dernier lors de la décapitation ordonnée par la Reine rouge, et révèle ainsi qu'il est particulièrement attiré par le chapeau extravagant du Chapelier.

### Films d'animation
- Dans le film d'animation Alice au pays des merveilles (1951) des studios Disney.
- Dans le film d'animation Mon voisin Totoro (1988) de  Hayao Miyazaki, il est pour certains le « Chat-Bus ».
- Dans l'OAV Ciel in Wonderland Black Butler, incarné par Grell Sutcliff.
- Dans l'OAV Nunnally In Wonderland (Code Geass).

### Télévision
- Dans la série Prison Break (saison 3, épisode 22), Theodore Bagwell fait référence au chat du Cheshire.
- Dans la série Once Upon a Time in Wonderland, le Chat du Cheshire est surnommé « Chesh ». Il est doublé par Keith David.
- Dans la série Scooby-Doo et Scrappy-Doo Show (épisode « Scooby-Doo au pays des merveilles »), il poursuit Sammy et Scooby dans le pays des merveilles.
- Dans l'anime Ouran High School Host Club (épisode « Haruhi in Wonderland »), Hikaru et Kaoru Hitachiin jouent le rôle du chat.

### Bande dessinée et manga
- Dans Alice au royaume de cœur (2007) de Quin Rose, le chat de Cheshire est représenté par Boris Airay.
- Il est utilisé comme base d'une illustration de Kenkō Cross kurosu (健康クロス).
- Dans Hellsing (1887-2008) de Kōta Hirano, incarné par le personnage de Schrödinger.
- Dans de nombreuses bandes dessinées Disney aux côtés de Donald ou Mickey, comme dans l'histoire, Donald Fracasse! de Romano Scarpa[3]
- Dans Black Bard - Le Ménestrel[4], en tant que « Cherry Blossom Cheshire », vice-présidente d'une société.
- Dans CardCaptor Sakura (épisode 31, « Le Livre Sans Nom ») où il est interprété par Eriol Hiiragizawa (ou Anthony en VF).
- Dans l'œuvre artistique de M. Chat.
- Dans le manga Pandora Hearts, comme la Chain qui garde une partie des souvenirs d'Alice, représenté par un jeune homme aux pattes de chat vivant dans une dimension parallèle au monde réel.

### Musique
- Un album du groupe Blink-182 est nommé Cheshire Cat.
- Une des chansons du groupe Aerosmith lui rend hommage : Rock in a Hard Place (Cheshire Cat), de l'album Rock in a Hard Place.
- Dans Jigsaw Falling Into Place  (In Rainbows) de Radiohead : « The walls are bending shape  they got a cheshire cat grin […] »
- Dans l'album Le Cheshire Cat et moi (2009) de Nolwenn Leroy.
- Le groupe Yoko Ono Plastic Ono Band a également interprété la chanson Cheshire Cat Cry en référence au Chat du Cheshire.
- La chanteuse sud-coréenne IU a intitulé son album Chat-Shire (2015)  et utilisé de nombreuses références au Chat du Cheschire dans sa chanson titre Twenty Three, notamment avec la présence des phrases dites par le chat et son ombre qui sourit.
- Les fans du groupe féminin sud-coréen CLC ont pour nom « Cheshire » en référence à leur logo en forme de chat.
- Le rappeur Eden Dillinger utilise la référence du Chat de Chester dans son album OLAF (2017).
- Dans le vidéoclip The Man who became a Rabbit (2018) par Valérian MacRabbit et Lalkrishnan, le Chat du Cheshire est représenté par un acteur de kathakali, art du sud de l'Inde[5].

### Jeux vidéo
- Dans A Witch's Tale (en), le protagoniste se nomme Liddell[6]. De nombreuses similitudes existent entre le jeu et l'œuvre, puisqu'on retrouve certains personnages, comme le chat du Cheshire.
- Dans American McGee's Alice et Alice : Retour au pays de la folie, le Chat du Cheshire guide Alice à travers un Pays des merveilles, devenu sombre, squelettique et cauchemardesque.
- Dans Alice au royaume de cœur, sous le nom de « Boris ».
- Dans Bayonetta, « Cheshire » est le nom du chat en peluche de la petite Cereza.
- Dans Bayonetta 3, Cheshire est le nom du démon habitant le sabre de Viola.
- Dans RollerCoaster Tycoon 3, c'est le nom d'une attraction.
- Dans Kingdom Hearts, le chat du Cheshire est celui d'Alice au pays des merveilles de Disney, et donne des indices à Sora dans le monde d'Alice.
- Dans League Of Legends, l’apparence du champion Ziggs est inspirée du Chat de Cheshire.

### Astéroïde
- Un astéroïde découvert le 23 septembre 1990 par les astronomes Akira Natori et Takeshi Urata est baptisé (6042) Chatducheshire en son honneur[7].